# Kristus är världens ljus
Kristus är världens ljus är en psalm av den engelske psalmförfattaren Frederick Pratt Green (född 1903, originaltitel Christ is the world's light). Texten översatt av Britt G. Hallqvist år 1970. I tre strofer skildras Kristus som världens ljus, världens fred och världens liv ("han och ingen annan"). Den fjärde strofen är en lovpsalm (ståvers) till den treenige Guden, till "Gud och ingen annan". Alla fyra strofer avslutas med "Ära vare Gud". Versmåttet är i princip sapfiskt, som till exempelvis Helige Fader, kom och var oss nära. Texten bygger på bibeltexter ur  Johannesevangeliet 8:12 och 14:9 för psalmens första vers och samma evangelium 4:19-21 tillsammans med Galaterbrevet 3:28 för den andra versen.
Melodin (2/2, D-dur) är en känd fransk komposition i D-dur (4/4-dels takt) från Paris år 1681. Kompositören är okänd. Koralsatsen i Herren Lever 1977 är skriven av Gunno Södersten.

## Publicerad som
- Herren Lever 1977 som nummer 820 under rubriken "Fader, Son och Ande - Jesus vår Herre och Broder".[1]
- Den svenska psalmboken 1986, 1986 års Cecilia-psalmbok, Psalmer och Sånger 1987, Segertoner 1988 och Frälsningsarméns sångbok 1990 som nummer 37 under rubriken "Jesus, vår Herre och broder".
- Finlandssvenska psalmboken 1986 som nummer 53 under rubriken "Kyndelsmässodagen".
- Hela familjens psalmbok 2013 som nummer 46 under rubriken "Vi tror".[2]
- Cecilia 2013 som nummer 63 under rubriken "Jesus Kristus".